# Old Timer (Slagharen)
Old Timer is een rondrit-attractie in Attractiepark Slagharen van het type VeteranCars van de constructeur Metallbau Emmeln. De attractie staat in het themagebied KidsCountry.

## De attractie
Verschillende wagens die eruitzien als oldtimers rijden rond over een betonnen weg waarop een ijzeren rail is gemonteerd, die de wagens volgen. Daarin zit ook een sleepcontact om de wagens van stroom te voorzien. Naast de weg is gras en bloemen.
De wagens rijden ongeveer 6,5 kilometer per uur, en er kunnen 4 personen in een wagen plaatsnemen, in twee rijen van twee. Er is geen minimumleeftijd, en ook geen minimumlengte voor kinderen onder begeleiding van een volwassene; wie er alleen in wil moet 1,20 meter groot zijn.
Afbeeldingen · Main Street